# 1873 en baseball
Chronologie du baseball
Baseball en 1872 - Baseball en 1873 - Baseball en 1874
Les faits marquants de l'année 1873 en Baseball

## Champions
22 octobre : Les Boston Red Stockings remportent le 3e championnat des États-Unis de baseball organisé par la National Association of Professional Base Ball Players avec 43 victoires et 16 défaites. Le titre est assuré après une victoire 11-8 à Washington.
| National Association |                              |      |      |        |      |
| Rang                 | Club                         | Vic. | Déf. | % vic. | GB   |
| 1er                  | Boston Red Stockings         | 43   | 16   | .729   | --   |
| 2e                   | Philadelphia White Stockings | 36   | 17   | .679   | 4.0  |
| 3e                   | Baltimore Lord Baltimores    | 34   | 22   | .607   | 7.5  |
| 4e                   | New York Mutuals             | 29   | 24   | .547   | 11.0 |
| 5e                   | Philadelphia Athletics       | 28   | 23   | .549   | 11.0 |
| 6e                   | Brooklyn Atlantics           | 17   | 37   | .315   | 23.5 |
| 7e                   | Washington Blue Legs         | 8    | 31   | .205   | 25.0 |
| 8e                   | Elizabeth Resolutes          | 2    | 21   | .087   | 23.0 |
| 9e                   | Baltimore Marylands          | 0    | 6    | .000   | 16.5 |

## Naissances
- 10 janv. : Chick Stahl
- 10 janv. : Jack O'Neill
- 19 janv. : Arlie Pond
- 23 janv. : Red Donahue
- 5 févr. : Jack O'Brien
- 20 févr. : Tom O'Brien
- 10 mars : Gene DeMontreville
- 29 mars : Duff Cooley
- 7 avril : John McGraw
- 23 mai : "Brewery" Jack Taylor
- 13 juin : John Coleman
- 11 juillet : Jimmy Slagle
- 19 juillet : Harry Davis
- 26 août : Chick Fraser
- 5 octobre : Claude Ritchey
- 4 novembre : Bobby Wallace
- 10 novembre : Willie McGill
- 24 novembre : Ed Doheny
- 29 novembre : Jake Weimer
- 6 décembre : Harry Wolverton
- 14 décembre - John Anderson